# 梁陳智明
梁陳智明（英語：Miranda Leung Chan Che-ming，1953年—），出生於香港，曾任香港鐵路有限公司公司事務總經理。

## 簡介
梁陳智明早年就讀孔教學院大成小學。因未能通過小學會考獲派中學學位，如是在父母建議下（因官立中學師資質素佳）於胞姊就讀的伊利沙伯中學完成6年政府夜中學課程，並於1970年畢業。1976年加入地鐵公司服務，之後在1994年，她獲委任地鐵公司事務部主管，直至2000年，由於地鐵公司改組成為上市公司，故改為現時公司事務總經理，直至2013年1月9日退休，也就是離開已服務37年的港鐵公司。
至於公職方面，則為英國特許物流及運輸學會（特許）、英國特許公共關係學會、香港特許物流及運輸學會（院士）、可持續發展委員會、婦女事務委員會，以及香港保護兒童會委員。

## 家庭狀況
梁陳智明丈夫梁演璇為保險公司東主，兩人婚後育有一子，而兒子是梁澤昌。